# العلاقات السنغالية الفيجية
العلاقات السنغالية الفيجية هي العلاقات الثنائية التي تجمع بين السنغال وفيجي.

## مقارنة بين البلدين
هذه مقارنة عامة ومرجعية للدولتين:
| وجه المقارنة                                              | السنغال                                              | فيجي                                                                 |
| --------------------------------------------------------- | ---------------------------------------------------- | -------------------------------------------------------------------- |
| المساحة (كم2)                                             | 196.72 ألف                                           | 18.27 ألف                                                            |
| عدد السكان (نسمة)                                         | 15.85 مليون                                          | 915.30 ألف                                                           |
| الكثافة السكانية (ن./كم²)                                 | 80.57                                                | 50.1                                                                 |
| العاصمة                                                   | داكار                                                | سوفا                                                                 |
| اللغة الرسمية                                             | لغة فرنسية، اللغة الولوفية، باديارا ‏، اللغة البلنتية | لغة إنجليزية، اللغة الفيجية، اللغة الفيجي الهندية، اللغة الهندستانية |
| العملة                                                    | فرنك غرب أفريقي                                      | دولار فيجي                                                           |
| الناتج المحلي الإجمالي (بليون دولار)                      | 16.37 مليار                                          | 5.06 مليار                                                           |
| الناتج المحلي الإجمالي (تعادل القوة الشرائية) بليون دولار | 36.62 مليار                                          | 8.32 مليار                                                           |
| الناتج المحلي الإجمالي الاسمي للفرد دولار أمريكي          | 899                                                  | 4.96 ألف                                                             |
| الناتج المحلي الإجمالي للفرد دولار أمريكي                 | 2.33 ألف                                             | 8.79 ألف                                                             |
| مؤشر التنمية البشرية                                      | 0.466                                                | 0.727                                                                |
| رمز المكالمات الدولي                                      | +221                                                 | +679                                                                 |
| رمز الإنترنت                                              | .sn                                                  | .fj                                                                  |
| المنطقة الزمنية                                           | 00                                                   | ت ع م+12:00                                                          |

## منظمات دولية مشتركة
يشترك البلدان في عضوية مجموعة من المنظمات الدولية، منها:
| علم المنظمة | اسم المنظمة                                 | تاريخ انضمام السنغال | تاريخ انضمام فيجي |
| ----------- | ------------------------------------------- | -------------------- | ----------------- |
|             | الاتحاد البريدي العالمي                     | ?                    | ?                 |
|             | يونسكو                                      | 10 نوفمبر 1960       | 14 يوليو 1983     |
|             | البنك الدولي للإنشاء والتعمير               | 31 أغسطس 1962        | 28 مايو 1971      |
|             | منظمة التجارة العالمية                      | ?                    | ?                 |
|             | وكالة ضمان الاستثمار متعدد الأطراف          | 12 أبريل 1988        | 24 سبتمبر 1990    |
|             | الاتحاد الدولي للاتصالات                    | 15 نوفمبر 1960       | 5 مايو 1971       |
|             | منظمة الشرطة الجنائية الدولية               | ?                    | ?                 |
|             | مؤسسة التمويل الدولية                       | 31 أغسطس 1962        | 12 يوليو 1979     |
|             | الأمم المتحدة                               | 28 سبتمبر 1960       | 13 أكتوبر 1970    |
|             | مجموعة دول أفريقيا والكاريبي والمحيط الهادئ | ?                    | ?                 |
|             | مؤسسة التنمية الدولية                       | 31 أغسطس 1962        | 29 سبتمبر 1972    |
|             | منظمة حظر الأسلحة الكيميائية                | ?                    | ?                 |
|             | المركز الدولي لتسوية المنازعات الاستشارية   | 21 مايو 1967         | 10 سبتمبر 1977    |

## وصلات خارجية
- موقع وزارة الخارجية السنغالية
- موقع وزارة الخارجية الفيجية